# Baseball America
Baseball America est un mensuel sportif américain publié depuis 1981 au Canada sous le titre All-America Baseball News puis à Durham (Caroline du Nord) à partir de 1983.
Le point fort de cette publication est la couverture de l'ensemble des niveaux : scolaires, universitaires, ligues mineures et ligues majeures. Sa spécialité est l'évaluation des jeunes joueurs.